# مسجد مالمو
مسجد مالمو (باللغة السويدية: Malmö moské) ثاني أقدم مسجد في السويد. يقع في جايرسو فيلاستاد، في حي هيوسي، مالمو. تم افتتاحه في 20 أبريل 1984 ويديره المركز الإسلامي للمؤسسة. بالقرب من المسجد توجد مدرسة مستقلة بجوار المسجد يديرها أيضا المركز الإسلامي أيضًا. حدثت العديد من الهجمات الإرهابية التي تضم تصنيفها كجرائم كراهية مثل حادثة 28 أبريل 2003 التي تسببت في تدمير جزء كبير من المسجد والعديد من المباني في المركز الإسلامي بالجوار.

## التاريخ
بدأت فكرة بناء مسجد في مالمو مع بداية عقد 1960 لكن لم يتم الموافقة على التصميم إلا في أواخر عقد 1970 في حين بدأ التنفيذ في عام 1983 تحت إشراف بيجزات بيكروف الذي استمر المدير التنفيذي للمؤسسة حتى عام 2013.
لم تمانع البلدية مع بدأ التنفيذ حيث قامت بتوفير مساحة كبيرة من الأرض وصلت مساحتها إلى 32,000 متر مربع بعد التأكد من عدم احتوائها على حفريات أثرية. بدأ العمل فعليا في أبريل 1983 وتم الانتهاء منه يوم الجمعة الموافق 20 أبريل 1984، لتكون صلاة الجمعة هي أول صلاة تصلى بالمسجد.

## الهجمات
تعرف المسجد للعديد من الهجمات الارهابية التي تم تصنيفها بجرائم كراهية، مثل هجوم عام 2003 الذي دمر جزءا كبيرا من المسجد والعديد من مباني المركز الإسلامي المجاورة له. بلغت تكلفة الترميم 17 مليون كرونة سويدية وانتهت عمليات الترميم في عام 2004. تعرض أيضا لعملتي إحراق عن عمد في عام 2005، بلغت تكلفة ترميم أخرها ما يقرب من 1 مليون كرونة سويدية. العجيب في الأمر أن الشرطة لم تلق القبض على أي شخص في الهجمات التي وقعت بين عام 2003 وعام 2005. منذ أكتوبر 2005، تعرض لأكثر من 20 حالة تخريب.
تمت إدانة مطلق النار المتسلسل بيتر مانجس، المسئول عن حادث إطلاق النار في حادثة 2009-2010، بتهمة محاولة قتل إمام المسجد في 31 ديسمبر 2009، بعد إطلاقه الرصاص من إحدى نوافذ المسجد. على الرغم من فشله في إصابه الإمام بالرصاص إلا أن الإمام أصيب من تناثر الزجاج المكسور.

## سعة وحجم المركز

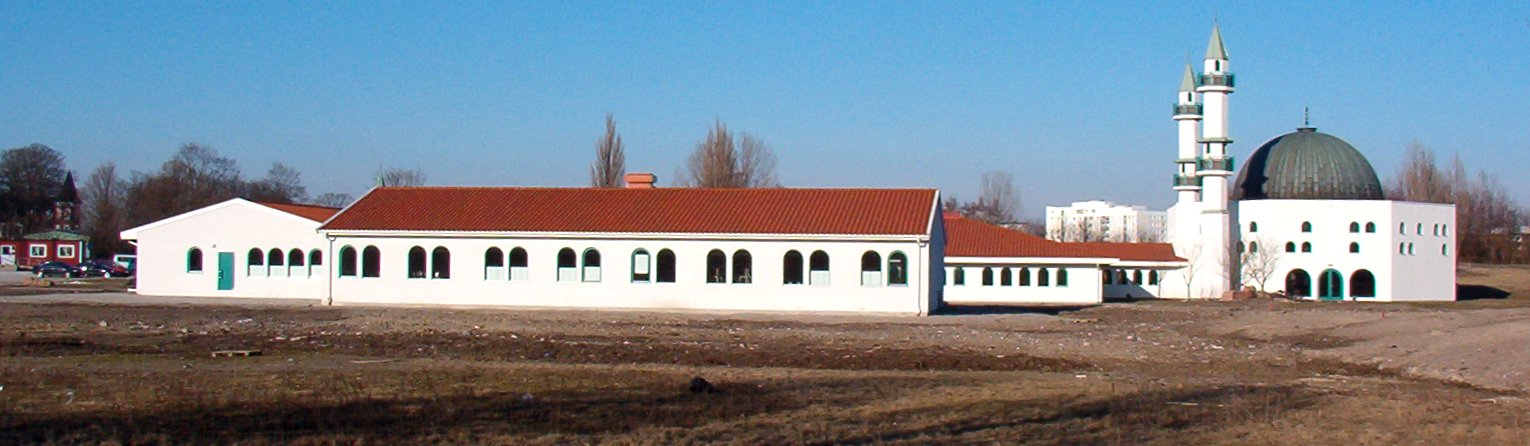
المسجد والمدرسة

للمسجد تأثير واضح ويحضره العديد من مسلمي سكانيا وكوبنهاغن، الدنمارك. في وقتنا الحالي، يعتبر المسجد صغيرا للغاية لتلبية احتياجات الجالية المسلمة في المدينة والمنطقة التي بلغ عددهم وفقا لتقدير المركز إلى 45,000 و 100,000 مسلم بالتوالي. يحضر بالمسجد في صلاة الجمعة ما يقرب من 1,000 شخص وأكثر من 70,000 زائرا سنويا.
يتم التحدث أكثر من 130 لغة داخل المنظمة.

## المدرسة
في عام 2000، تم افتتاح مدرسة بجوار المسجد تحت اسم Ögårdsskolan. تتبع المدرسة المنهج السويدي وهي مفتوحة للجميع لكن لها توجه إسلامي. أعلنت المدرسة في عام 2013، أنها تضم 227 طالب في مرحلة ما قبل المدرسة إلى المرحلة الابتدائية من سن السادسة حتى التاسعة.

## وصلات خارجية
- حريق مسجد مالمو ينتج عنه إصابة 5 أفراد.
- أثار حرائق المسجد.
- مظاهرات في ستوكهولم تضامناً مع المسلمين بعد إحراق المسجد.